# 乳脂軟糖

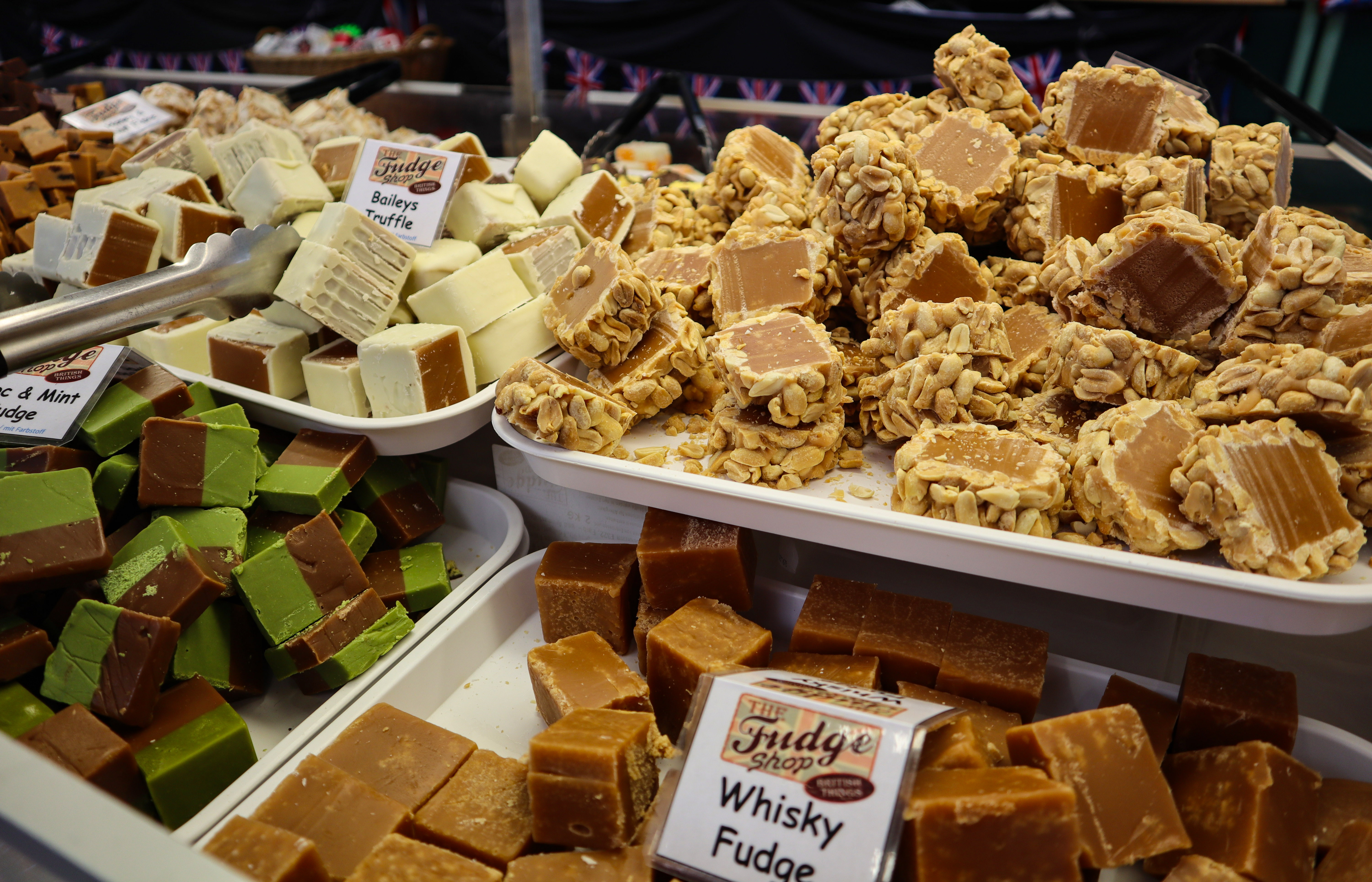
各种牛奶糖

乳脂软糖（英語：fudge），又译法奇軟糖，牛奶糖，簡稱軟糖，是一种糖果，常含可可。
牛奶糖是一种由糖、黄油和牛奶混合制成的糖果。它起源于19世纪的美国，并在当时的女子学院中很受欢迎。牛奶糖可以根据制造地区或国家而采用各种口味；流行的口味包括水果、坚果、巧克力和焦糖。在旅游区和景点区，人们经常会从礼品店购买牛奶糖作为礼物。

## 历史
作为一种简易的糖果，在19世纪末在美国变得非常流行；在1880年代，许多期刊和广告上都会印刷制作牛奶糖的食谱。因其廉价而且非常简易的特性使其在寻找介于昂贵糖果和廉价糖果之间替代品的人群中广受欢迎。专门的牛奶糖店于1887年开始在旅游胜地的密歇根州中麦基诺岛开设。牛奶糖流行的增长原因是因为其生产过程的易于掌握：甚至普通人都能够在家中制作，无需使用任何专业厨具。此外，当时精制白糖的成本正在急速下降，因此生产成本非常物美价廉。

## 制作
首先将糖，黄油和牛奶一起加热至116°C的软球期，然后在降温过程中搅拌混合物成均匀光滑的奶油状物。
可加入巧克力而成巧克力软糖。乳脂软糖亦可用来制作巧克力布朗尼。